# Tjenerindens fortælling
Tjenerindens fortælling (originaltitel The Handmaid's Tale) er en dystopisk roman af den canadiske forfatter Margaret Atwood, der blev udgivet i 1985. Den foregår i nær fremtid i New England, i en totalitær stat, kendt som Gilead, der har styrtet USAs regering.